# Кадникова, Жанна Владимировна
Жанна Владимировна Кадникова (род. 12 ноября 1969, Свердловск) — российская актриса, кинорежиссёр и сценарист.

## Биография
Окончила актёрско-режиссёрский факультет Пермского института искусств и культуры.
Играла в Пермском ТЮЗе. Там сложился творческий дуэт — «Жанка и Светка» (роли исполняли Жанна Кадникова и Светлана Пермякова). Дуэт был придуман для театрального капустника к 23 Февраля — мужчин пришли поздравлять «фанатки одного из актёров» (образ простоватых ПТУшниц был «снят» с девочек, которые приходят смотреть спектакли ТЮЗа). Номера в исполнении дуэта стали популярными, через год поступило приглашение в команду КВН. Вместе с командой КВН «Парма» вышли в Высшую лигу (2002 год), дуэт стал известен в стране.
Писала тексты для команды КВН, играла в сериалах, перешла в режиссуру.

### Актриса
- 2008 год — Дом, который построил ЖЭК — жена Петра

### Режиссёр
- 2008—2011 гг. — Универ
- 2010 год — Как я встретил вашу маму
- 2010—2023 гг. — Реальные пацаны
- 2016 год — Бедные люди
- 2017 год — Улица
- 2020 год — Реальные пацаны против зомби
- 2023 год — Кафе «Куба» (сериал)

### Сценарист
- 2010 год — Как я встретил вашу маму
- 2010—2023 гг. — Реальные пацаны
- 2023 год — Кафе «Куба» (сериал)